# 柏寺营乡
柏寺营乡，是中华人民共和国河北省邯郸市成安县下辖的一个乡镇级行政单位。

## 行政区划
柏寺营乡下辖以下地区：
柏寺营东村、柏寺营西村、东岳固村、西岳固村、后岳固村、师重村、赵重村、孙庄村、庞庄村、贾庄村、杨庄村、东吕彪村、西吕彪村、下河疃村、漳边村、团城村、南散湖村、郭金山村、大金山村、冯金山村、廉金山村、东南阳村、西南阳村和后南阳村。